# Diomício Freitas
Diomício Manoel de Freitas (Orleans, 19 de abril de 1911 — Criciúma, 29 de maio de 1981) foi um empresário e político brasileiro. 
Político da região sul de Santa Catarina, foi deputado federal e vereador de Criciúma.

## Vida
Filho de Manoel Delfino de Freitas e Maria Benvinda de Freitas, nasceu em Pindotiba, distrito de Orleans. Casou com Agripina Francioni de Freitas. Seu primeiro emprego foi de telegrafista na Estrada de Ferro Donna Thereza Christina, em Tubarão, passando depois ao posto de agente da Estação Sangão em Criciúma.
Casado aos dezoito anos, fundou em 1940 a Carbonífera Caeté, atuando na extração de carvão mineral, também através de outras empresas. Presidiu o Sindicato Nacional da Indústria de Extração de Carvão e a Associação Nacional dos Fabricantes de Azulejos, e foi conselheiro de uma companhia de investimento.
Filiado à Aliança Liberal, foi a seguir membro-fundador da União Democrática Nacional (UDN), foi vereador em Criciúma e, em 1962, foi eleito deputado federal para a 42ª legislatura (1963 — 1967). Com a implantação da ditadura militar em 1964, migrou para a Aliança Renovadora Nacional (ARENA), sendo eleito primeiro suplente do senador biônico Lenoir Vargas, em 1978.
Faleceu em decorrência de um desastre automobilístico na BR-101, próximo a Imbituba. Foi sepultado no Cemitério Municipal de Criciúma.
Em sua homenagem o aeroporto de Criciúma é oficialmente denominado Aeroporto Diomício Freitas.